# Бухта Теплиц
Бухта Те́плиц — бухта на севере Северного Ледовитого океана, вдаётся в западную часть острова Рудольфа архипелага Земля Франца-Иосифа.

## Гидроним
Открыта и названа в 1874 году Юлиусом Пайером в ходе Австро-Венгерской полярной экспедиции в честь австрийского (ныне чешского) города Теплице, недалеко от которого в селении Шёнау он родился. Ранее на картах обозначалась как Теплитц.

## География
Расположена на западе острова Рудольфа — самого северного в архипелаге Земля Франца-Иосифа. Единственная защищённая бухта на острове, пригодная для захода судов. На северном берегу бухты расположена недействующая полярная станция «Остров Рудольфа» на мысе Столбовой. Северо-восточнее него расположен мыс Германия, южнее бухты — мысы Аук и Бророк. Глубины при выходе из бухты достигают 46—48 метров.

## История
В ходе экспедиции 1899—1900 годов в бухте устроил зимовочную базу принц Савойский и герцог Абруццкий Луиджи Амедео.
21 декабря 1903 года в ходе Полярной экспедиции Энтони Фиала в бухте в результате сжатия льдов была раздавлена и вскоре затонула яхта «Америка». Экипаж и члены экспедиции, всего 39 человек, высадились на льды.